# Claude Guillaume Lambert
Claude Guillaume Lambert, baron de Chamerolles, comte d'Auverse, né à Paris (paroisse Saint-André-des-Arcs) le 9 août 1726 et guillotiné à Paris le 27 juin 1794, est un magistrat et ministre français.

## Biographie
Fils de Claude Guillaume Lambert (1694-1774), conseiller au Grand Conseil, et de Catherine Thérèse Pattu (1698-1774), il suit ses études au collège de Beauvais avant de devenir conseiller au parlement de Paris le 21 août 1748. En 1767, il est maître des requêtes, puis conseiller d'État semestre en 1778. Le 28 août 1788, il est nommé conseiller au Conseil des dépêches, puis le 26 octobre 1788, conseiller d'État ordinaire.
Il occupe les fonctions de contrôleur général des finances à deux reprises et pour de courtes durées. Il le devient d'abord du 31 août 1787 au 25 août 1788, sous la houlette de Loménie de Brienne, puis du 22 juillet 1789 au 4 décembre 1790, comme adjoint de Necker dans le Gouvernement Louis XVI.
Il est arrêté le 12 juillet 1793 à Lyon où il s’était retiré. Il y est alors jugé pour corruption par le tribunal révolutionnaire du département du Rhône, et acquitté. Il est de nouveau arrêté le 22 novembre 1793 à Cahors et transféré à Paris pour y être jugé par le tribunal révolutionnaire. Il est condamné avec vingt-et-une autres personnes pour conspiration contre la liberté et la souveraineté du peuple français et meurt guillotiné le 27 juin 1794. Son corps est enterré au cimetière de Picpus.
Il a épousé en premières noces, le 1er septembre 1756, Marie Madeleine Beyssier de Pizany (décédée en 1772), puis le 4 mai 1774, Anne Henriette Guignace de Villeneuve (décédée en 1783). Il a eu six enfants de ses deux mariages dont le préfet Paul-Augustin Lambert de Chamerolles (1764-1817).